# Cerkiew św. Jerzego w Radzyniu Podlaskim
Cerkiew św. Jerzego – prawosławna cerkiew w Radzyniu Podlaskim, wzniesiona w latach 1879–1882 i rozebrana po II wojnie światowej. W ostatnich latach istnienia, od 1923, była użytkowana jako rzymskokatolicki kościół. Wcześniej w Radzyniu funkcjonowały drewniane cerkwie prawosławna (od połowy XV w.) oraz unicka (wzniesiona w 1703).

## Historia

### Pierwsza cerkiew w Radzyniu
W miejscowości Kozirynek, która następnie rozwinęła się w miasto Radzyń Podlaski, od 1458 istniała prawosławna cerkiew św. Jerzego. Kolejna wzmianka o tym obiekcie pochodzi z 1531. Po 1596 miejscowa parafia przyjęła unię. W XVII w. świątynia stała się ośrodkiem kultu ikony Matki Bożej.

### Cerkiew unicka
Samodzielna parafia unicka powstała w Radzyniu Podlaskim w 1703 z fundacji Stanisława Antoniego Szczuki. Fundator przekazał równocześnie środki na budowę nowego obiektu sakralnego na potrzeby tworzonej placówki. W akcie erygowania parafii zapisano, że przyczyną jej utworzenia były spory między duchowieństwem unickim i łacińskim, gdyż ci ostatni duchowni starali się nakłaniać unitów do zmiany obrządku. Fundator zastrzegł, że chłopi wyznania unickiego nie mogą przyjmować obrządku łacińskiego samowolnie (bez wiedzy proboszcza i właściciela dóbr) oraz bez ważnych powodów. Nowa cerkiew była budowlą drewnianą, z drewna sosnowego, na kamiennym fundamencie. Jej dach był kryty gontem, posiadała pojedynczą kopułę. We wnętrzu obiektu znajdował się ołtarz główny w stylu łacińskim, z obrazem Najświętszej Maryi Panny z Dzieciątkiem oraz św. Józefem, zasuwany wizerunkiem patrona cerkwi. Na wyposażeniu budynku były również organy, zaś z 1849 pochodzi wzmianka o ikonostasie, mógł on jednak zostać wstawiony dopiero na krótko przed tą datą, podczas remontu obiektu.
W XVIII i XIX w. liczba wiernych unickiej parafii w Radzyniu poważnie spadła, co wynikało z ograniczenia granic placówki i tworzeniem nowych parafii, jak również z przechodzeniem unitów na obrządek łaciński, postrzegany jako bardziej prestiżowy. Mimo to w I połowie XIX w. parafia funkcjonowała dobrze, a świątynia posiadała wiele cennych elementów wyposażenia. W latach 1784–1836 proboszczem w Radzyniu był kanonik Teodor Kaliński, ojciec ks. Jana Kalińskiego; z jego inicjatywy rozpoczęto prowadzenie księgi cudów przed obrazem Matki Bożej w ołtarzu głównym. Ks. Kaliński bezskutecznie starał się również o remont cerkwi, która od początku XIX w. była już w złym stanie technicznym i wymagała wymiany dachu, fundamentu oraz kopuły. W 1870 budynek faktycznie nie nadawał się do dalszego użytkowania.
W 1875, wskutek likwidacji unickiej diecezji chełmskiej, parafia radzyńska administracyjnie została włączona do Rosyjskiego Kościoła Prawosławnego. W miejscowości doszło do protestów wiernych, a ks. Antoni Szelemetko, został aresztowany i internowany w Siedlcach. Trzy lata później zniszczona cerkiew radzyńska została rozebrana. Z pozyskanego materiału wzniesiono szkołę w Zbulitowie.

### Cerkiew prawosławna
W latach 1878–1882 w Radzyniu wzniesiono prawosławną cerkiew, która zachowała wezwanie unickiej poprzedniczki. Była utrzymana w stylu bizantyjsko-rosyjskim, pięciokopułowa, z wolno stojącą dzwonnicą. Do wnętrza wstawiono ikonostas ze starszej świątyni. Obiekt zaprojektował inż. Lewit. Obiekt znalazł się na placu należącym do miasta, a do prac przy jego wznoszeniu przymuszono parafian, z których wielu nie pogodziło się z wymuszoną konwersją i próbowało uczęszczać na nabożeństwa do najbliższych kościołów. Duchowni rzymskokatoliccy byli gotowi udzielać im pomocy, niechętnie natomiast do przybywających do kościoła odnosili się sami wierni obrządku łacińskiego, którzy obawiali się, że fakt ten skłoni władze rosyjskie do zamknięcia ich świątyni. W 1890 cerkiew była remontowana z powodu dostrzeżenia pęknięć na jej ścianach. Chociaż w Radzyniu nie odnotowano aktów otwartych wystąpień opornych unitów przeciwko narzucaniu prawosławia, po wydaniu w 1905 ukazu tolerancyjnego dającego możliwość przejścia na katolicyzm w obrządku łacińskim większość byłych unitów skorzystała z niej. W 1915 proboszcz radzyńskiej parafii i ostatni wierni udali się na bieżeństwo, zabierając ze sobą ikonę Matki Bożej i wyposażenie świątyni.

### Kościół
Po I wojnie światowej budynek cerkwi św. Jerzego został najpierw przekazany miastu (1920), a następnie zrewindykowany na rzecz Kościoła katolickiego (1923). Świątynia służyła katolikom do II wojny światowej, podczas której poniosła tak znaczne straty, że jej odbudowę uznano po 1945 za nieopłacalną, a zdatny do użytku materiał wykorzystano do wzniesienia plebanii parafii Trójcy Świętej. Teren zajmowany dawniej przez cerkiew obecnie użytkuje, jako boisko, Szkoła Podstawowa nr 1.